# 1948年全米選手権 (テニス)
1948年 全米選手権（1948ねんぜんべいせんしゅけん）に関する記事。

## 大会の流れ
- 1881年から1967年まで、全米選手権は各部門が個別の名称を持ち、大会会場も別々のテニスクラブで開かれた。これが他の3つのテニス4大大会と大きく異なる点である。
  - 男子シングルス　名称：全米シングルス選手権（U.S. National Singles Championship）／会場：ニューヨーク市クイーンズ区フォレストヒルズ、ウエストサイド・テニスクラブ　（1924年-1977年）
  - 女子シングルス　名称：全米女子シングルス選手権（U.S. Women's National Singles Championship）／会場：フォレストヒルズ、ウエストサイド・テニスクラブ　（1921年-1977年）
  - 男子ダブルス　名称：全米ダブルス選手権（U.S. National Doubles Championship）／会場：マサチューセッツ州ボストン市、ロングウッド・クリケット・クラブ　（1946年-1967年まで）
  - 女子ダブルス　名称：全米女子ダブルス選手権（U.S. Women's National Doubles Championship）／会場：ボストン、ロングウッド・クリケット・クラブ　（1946年-1967年まで）
  - 混合ダブルス　名称：全米混合ダブルス選手権（U.S. Mixed Doubles Championship）／会場：フォレストヒルズ、ウエストサイド・テニスクラブ　（1942年-1977年）
- 1967年までは、男子ダブルス・女子ダブルスの2部門がボストンの「ロングウッド・クリケット・クラブ」で開かれ、他の3部門（男女シングルス・混合ダブルス）はフォレストヒルズで行われた。

## シード選手

### 男子シングルス
（アメリカ人シード選手：8名）
1. フランク・パーカー　（ベスト8）
2. ビル・タルバート　（4回戦）
3. ガードナー・ムロイ　（4回戦）
4. ボブ・ファルケンバーグ　（ベスト8）
5. アール・コチェル　（ベスト8）
6. ハリー・リカス　（ベスト8）
7. ビック・セイシャス　（4回戦）
8. パンチョ・ゴンザレス　（初優勝）

（外国人シード選手：8名）
1. エイドリアン・クイスト　（4回戦）
2. ヤロスラフ・ドロブニー　（ベスト4）
3. ビル・シッドウェル　（3回戦）
4. ジェフ・ブラウン　（2回戦）
5. エリック・スタージェス　（準優勝）
6. コリン・ロング　（2回戦）
7. フランク・セッジマン　（4回戦）
8. エンリケ・モレア　（3回戦）

### 女子シングルス
（アメリカ人シード選手：7名）
1. ルイーズ・ブラフ　（準優勝）
2. ドリス・ハート　（ベスト8）
3. マーガレット・オズボーン・デュポン　（初優勝）
4. パトリシア・カニング・トッド　（ベスト4）
5. シャーリー・フライ　（3回戦）
6. ベバリー・ベーカー　（ベスト8）
7. ガートルード・モラン　（ベスト8）

（外国人シード選手：6名）
1. マグダ・ルラック　（2回戦）
2. ネリー・アダムソン・ランドリー　（3回戦）
3. ベティ・ヒルトン　（2回戦）
4. シーラ・サマーズ　（2回戦）
5. ジョイ・ギャノン　（2回戦）
6. カルメン・フェルナンデス　（2回戦＝初戦）

## 大会経過

### 男子シングルス
準々決勝
- パンチョ・ゴンザレス vs.  フランク・パーカー　8-6, 2-6, 7-5, 6-3
- ヤロスラフ・ドロブニー vs.  ボブ・ファルケンバーグ　8-6, 6-1, 6-3
- エリック・スタージェス vs.  アール・コチェル　6-2, 8-6, 3-6, 5-7, 6-3
- ハーバート・フラム vs.  ハリー・リカス　2-6, 6-4, 6-1, 6-0

準決勝
- パンチョ・ゴンザレス vs.  ヤロスラフ・ドロブニー　8-10, 11-9, 6-0, 6-3
- エリック・スタージェス vs.  ハーバート・フラム　9-7, 6-3, 6-2

### 女子シングルス
準々決勝
- ガートルード・モラン vs.  ドリス・ハート　6-4, 6-4
- マーガレット・オズボーン・デュポン vs.  ベバリー・ベーカー　1-6, 6-2, 6-0
- ルイーズ・ブラフ vs.  バージニア・コバックス　6-3, 6-2
- パトリシア・カニング・トッド vs.  マッジ・ボスターズ　6-3, 6-1

準決勝
- マーガレット・オズボーン・デュポン vs.  ガートルード・モラン　10-8, 6-4
- ルイーズ・ブラフ vs.  パトリシア・カニング・トッド　6-3, 6-3

## 決勝戦の結果
- 男子シングルス： パンチョ・ゴンザレス vs.  エリック・スタージェス　6-2, 6-3, 14-12
- 女子シングルス： マーガレット・オズボーン・デュポン vs.  ルイーズ・ブラフ　4-6, 6-4, 15-13
- 男子ダブルス： ガードナー・ムロイ＆ ビル・タルバート vs.  フランク・パーカー＆ テッド・シュローダー　1-6, 9-7, 6-3, 3-6, 9-7
- 女子ダブルス： ルイーズ・ブラフ＆ マーガレット・オズボーン・デュポン vs.  パトリシア・カニング・トッド＆ ドリス・ハート　6-4, 8-10, 6-1
- 混合ダブルス： トム・ブラウン＆ ルイーズ・ブラフ vs.  ビル・タルバート＆ マーガレット・オズボーン・デュポン　6-4, 6-4